# Rosekrigene
Rosekrigene 1455-1487 var en række krige om den engelske trone mellem to grene af Plantagenet-slægten. Magtkampen skyldtes sociale og økonomiske problemer efter Hundredårskrigen og den svage og periodevis sindssyge Henrik 6. af Huset Lancaster (rød rose), som fik Richard Plantagenet af Huset York (hvid rose) til at gøre krav på tronen.
Efter Richards død førtes Yorks krav videre af hans søn Edvard, som blev den første York-konge af England som Edvard 4. Kort efter hans død blev tronen overtaget af Edvards yngre bror, Richard 3., som stod bag Edvards to sønner, Edvard 5. og Richard af Shrewsburys forsvinden i Tower of London.
Den endelige sejrsherre var Henrik Tudor, den senere Henrik 7., der gennem sin mor gjorde krav på Huset Lancasters vegne. Han besejrede den sidste York-konge, Richard 3., i Slaget ved Bosworth Field. Efter magtovertagelsen giftede han sig med Elizabeth af York, den ældste datter og arving til Edvard 4., og dermed forenedes de to slægter. Huset Tudor regerede til Henrik 7. og Elizabeth af Yorks barnebarn Elizabeth 1.'s død i 1603.

## Navn og symboler
Betegnelsen rosekrigene refererer til de to kongeslægters emblemer: Huset Yorks hvide rose og Huset Lancasters røde rose. Rosekrigene blev en udbredt betegnelse i det 19. århundrede efter udgivelsen i 1829 af Walter Scotts Anne of Geierstein. Walter Scott baserede betegnelsen på en scene i William Shakespeares Henrik VI. 1. del, i Temple Churchs have, hvor en række adelige plukker røde eller hvide roser for at vise deres loyalitet for enten Huset Lancaster eller Huset York.
Tilhængerne af York anvendte den hvide rose fra tidligt i konflikten, mens Lancasters røde rose tilsyneladende først blev introduceret efter Henry Tudors sejr i Slaget ved Bosworth, hvor den blev forenet med Yorks hvide rose til Tudor-rosen, som symboliserede de to huses forening. Rosens oprindelse som symbol stammer fra Edvard 1.'s anvendelse af en gylden rose med grøn stilk. De fleste, men ikke alle deltagere i krigene bar emblemer, der knyttede dem til deres overherrer under det eksisterende feudalsystem.
Selvom navnene på de to huse stammer fra byerne York og Lancaster, havde de tilsvarende hertugdømmer ganske lidt forbindelse til disse byer. Det meste jord og embeder tilknyttet Hertugdømmet Lancaster lå i Gloucestershire, Nordwales og Cheshire; mens Hertugdømmet Yorks jord og embeder var spredt rundt i England og Wales, hovedsageligt Welsh Marches, dvs. grænselandet mellem England og Wales.

## Resumé af Rosekrigene
Henrik Bolingbroke havde i 1399 sat Huset Lancaster på tronen, da han havde besejret og afsat sin fætter Richard 2. og ladet sig krone som Henrik 4.. Henriks tronkrav var gennem hans far, Johan af Gent, hertug af Lancaster, den tredje overlevende søn af Edvard 3. af England. Henrik 4.'s søn, Henrik 5., opretholdt husets greb om magten og gennemførte en højst succesfuld militærkampagne i Frankrig, som kulminerede med sejren i Slaget ved Agincourt i 1415, som gjorde Henrik til herre over Frankrig. Han blev i 1420 gift med Katarina af Valois, datter af Karl 6. af Frankrig og gjort til fransk tronfølger. Men han døde allerede i 1422 kun 36 år gammel og efterlod både den engelske og franske trone (Karl 6. døde knap to måneder senere) til sin eneste søn og arving, den blot 1-årige Henrik 6. England blev derfor regeret af en række regenter til Henrik 6. blev myndig, men allerede da stod det klart, at han med sin svage mentale sindstilstand ikke var egnet til at regere som en myndig og handlekraftig konge. Da englænderne samtidig var på tilbagetog i Frankrig, gav det grobund til opposition. Huset Lancaster tronkrav var baseret både på erobring og mandlig arvefølge. Men alligevel blev Henrik 6.'s krone udfordret af Richard Plantagenet, hertug af York, som kunne gøre krav gennem Edvard 3.'s næstældste overlevende søn, Lionel af Antwerpen, hertug af Gloucester, gennem sin mor og gennem sin far Edvard 3.'s fjerde overlevende søn Edmund af Langley, hertug af York.
Før den lille Henrik 6.'s tronbestigelse havde intet medlem af Huset York gjort krav på tronen, men Richard af York, der havde holdt flere vigtige magtebeder under sine Lancaster-fætre, stredes nu med prominente Lancaster-medlemmer ved hoffet og med Henrik 6.'s dronning, Margrete af Anjou. Selvom der tidligere havde været mindre væbnede slag mellem tilhængerne af York og Lancaster, brød det første åbne slag ud i 1455 i det Det 1. slag ved St Albans. Flere prominente Lancaster-støtter omkom for York-støtternes hånd. Selvom freden hurtigt blev genetableret, blev Lancaster-fløjen inspireret af Margeret af Anjou til at kæmpe mod Richard af Yorks indflydelse, og en dødelig fejde mellem de to grene af kongeslægten var nu brudt ud. Kampene blev mere voldelige i løbet af 1459. Richard af York og hans følgere blev tvunget ud af landet, men en af hans mest prominente støtter, Richard Neville, jarlen af Warwick, invaderede England fra Calais og tog Henrik 6. til fange i slaget ved Northampton.
Richard af York vendte tilbage til England og blev gjort til rigsforstander (en. protector), men blev rådet til ikke at gøre krav på tronen. Margeret og de tilbageværende Lancaster støtter samlede deres hær i det nordlige England, og da Richard af York drog mod nord for at møde dem, blev han og hans næstældste søn, Edmund, dræbt i slaget ved Wakefield i december 1460. Lancaster-hæren fortsatte mod syd og fik befriet Henrik 6. efter Det 2. Slag ved St Albans. Men da det ikke lykkedes at erobre London, måtte hæren trække sig tilbage mod nord. Richard af Yorks ældste søn Edvard, jarl af March, blev udråbt som kong Edvard 4. Han samlede en York-hær og vandt en knusende sejr i slaget ved Towton i marts 1461.
Efter nedkæmpelsen af Lancaster-oprøret i nord i 1464, og efter at Henrik 6. atter var blevet taget til fange og sat i Tower of London, kunne freden sænke sig. Men så blev Edvard uvenner med sin hovedstøtte og rådgiver, Richard Neville, jarlen af Warwick, "Kongemageren". Årsagen til bruddet lå i Edvards hemmeligt gennemførte og upopulære ægteskab med enken efter en Lancaster-støtte, Elizabeth Woodville. Hurtigt viste det sig, at Edvard favoriserede sin kones familie samtidig med, at han stødte Warwick og hans støtter fra sig. Rasende forsøgte Warwick først at erstatte Edvard med hans yngre bror Georg, hertug af Clarence, som han gav sin ældste datter Isabel i ægteskab for at styrke alliancen. Men da planen mislykkedes pga. manglende støtte fra parlamentet, måtte Warwick flygte til Frankrig med sin familie. Her indgik han en ny alliance med Margrete af Anjou for at genindsætte Henrik 6. på tronen. Det resulterede i år med hurtige skift i krigslykken, før Edvard 4. endnu en gang vandt store sejre ved Barnet (april 1471), hvor Warwick blev dræbt, og Tewkesbury (maj 1471), hvor Huset Lancasters arving, Edvard af Westminster, Prins af Wales, blev henrettet efter slaget. Margrete blev eskorteret tilbage til London som fange, og Henrik 6. blev myrdet få dage senere i Tower of London, hvorved den direkte Lancaster-slægt uddøde.
En periode med relativ fred fulgte til Edvard 4.'s uventede død i 1483. Hans tilbageværende bror, Richard 3., hertug af Gloucester, var først hurtig til at gribe magten for at forhindre den upopulære Woodville-familie i at deltage i regeringen under Edvard 4. ældste søn, Edvard 5.'s umyndige år, og derefter tog han kronen til sig selv ved at få erklæret Edvard 4.'s ægteskab med Elizabeth Woodville for illegitimt. Henrik Tudor, en fjern slægtning til kongerne af Huset Lancaster, der havde havde overtaget dets tronkrav, besejrede Richard 3. i Slaget ved Bosworth i 1485. Han blev kronet som Henrik 7. og giftede sig med Elizabeth af York, datter af Edvard 4. for at forene og forsone de to huse.
Yorks oprør, ledet af John de la Pole, 1. jarl af Lincoln og andre, blussede op i 1487 under prætendenten Lambert Simnels banner. Lambert Simnel hævdede, at være Edvard, jarl af Warwick (søn af Georg af Clarence), og hans oprør resulterede i det sidste regulære slag under Rosekrigene, Slaget ved Stoke Field i juni 1487. Selvom de fleste tilbageværende efterkommere af Richard af York blev fængslet, fortsatte sporadiske oprør til 1497, hvor Perkin Warbeck, der hævdede at være Edvard 5.'s yngre bror Richard af Shrewsbury, en af de forsvundne prinser i Tower, blev fængslet og henrettet.

## Konfliktens årsager

### Rigets tilstand
Reglen om mandlig arvefølge var generelt gældende for den kongelige arvefølge. Siden tronstriden mellem Stefan af Blois og Matilda af England, der medførte stor lovløshed i årene 1135-1154 (Anarkiet), efter at kong Henrik 1. af England var død i 1135 uden en mandlig arving, blev bragt til ende ved hans barnebarn Henrik 2. af Englands magtovertagelse, havde der ikke været store arvefølgestridigheder.
Efter nederlaget i Hundredårskrigen klagede engelske godsejere højlydt over deres finansielle tab på grund af tabet af deres besiddelser på det europæiske fastland. Det betragtes ofte som en medvirkende årsag til Rosekrigene.

### Hære og stridende parter
Krigene blev hovedsageligt udkæmpet af godsejere, feudalhære og til dels udenlandske lejetropper. Støtten til hvert dynasti afhang af faktorer som blodslægtskab og ægteskab, samt tildeling og fratagelse af titler og land. Blodslægtskab, ægteskab og ambitioner skabte modstridende loyalit, og det var derfor ikke sjældent, at adelen skiftede side. I flere slag som Slaget ved Northampton og Slaget ved Bosworth var forræderi afgørende for udfaldet.
Hærene bestod af adelens kontingenter af riddere med delinger af bueskytter og fodfolk. Nogle gange var der også kontingenter af udenlandske lejetropper bevæbnet med kanoner eller håndvåben. Rytternes opgave var hovedsageligt at spejde og skaffe foder.
De militære spilleregler ændrede sig under borgerkrigen. Almindeligvis kæmpede det tunge kavaleri kun til hest.  Andre gange steg adelsmændene af hestene og kæmpede side med fodfolket for at inspirere dem. Under Hundredårskrigen kunne en tilfangetaget adelsmand betale for sin frihed, men under Rosekrigene havde den samme adelsmand en lang større risiko for at blive henrettet som landsforræder. For eksempel blev 42 tilfangetagne riddere henrettet efter Slaget ved Towton.  Selv de, der undslap henrettelse, kunne risikere at miste titel, jord og gods (Attainder) både for sig selv og sine efterkommere. Derefter ville de ikke have værdi som fanger.

### Omstridt arvefølge
Da Edvard 3. af England døde i 1377, blev han ikke fulgt på tronen af sin ældste søn Edvard, den sorte prins, der var død året før. Så Edvard 3. blev i stedet efterfulgt af den sorte prins' eneste overlevende søn Richard 2., der kun var 10 år gammel. Richard 2.'s styre var præget af stigende splid mellem kongen og flere magtfulde adelige. I 1398 greb han ind i en splid, som involverede gensidige anklager om forræderi mellem Henrik af Bolingbroke, søn af Edvard 3.'s tredje søn Johan af Gent, og Thomas de Mowbray, hertug af Norfolk. De to var klar til at afgøre striden med en tvekamp, men Richard forviste dem begge fra kongeriget.
Richard 2.'s styre var blevet meget upopulært. Da Henrik af Bolingbroke vendte tilbage fra sit eksil i 1399 for at genvinde sin titel som hertug af Lancaster, udnyttede han støtten fra andre adelige til at styrte Richard og blev kronet til konge af England som Henrik 4. Som sin arving havde den barnløse Richard 2. udpeget Edmund Mortimer, der var efterkommer af Edvard 3. gennem dennes næstældste søns datter. Men der var ganske lidt støtte på dette tidspunkt til den unge Mortimers tronkrav. Da støtten til Henrik 6. efterhånden faldt, blev Mortimers tronkrav påskud til en række oprør, særligt i Wales.
Henrik 6.'s søn og arving, Henrik 6., kom derfor til at arve en nation med en usikker fred. Hans militære succes mod Frankrig i Hundredårskrigen øgede dog hans egen og Huset Lancasters popularitet og greb om magten. Alligevel fandt der en betydningsfuld sammensværgelse sted under hans 9 år lange styre: Southampton-komplottet ledet af Richard, jarl af Cambridge, der var yngste søn af Edmund af Langley, hertug af York, som var den fjerde overlevende søn af Edvard 3. Richard, jarl af Cambridge, blev henrettet i 1415 for landsforræderi, kort før kongen drog på krigstogtet i Frankrig, der kulminerede med sejren i Slaget ved Agincourt. Richards kone, Anne Mortimer, der var død i 1411, var søster til Edmund Mortimer, og da han døde barnløs i 1425, blev hans titel, jord og tronkrav arvet af Annes efterkommere.
Richard Plantagenet, 3. hertug af York, søn af Richard, jarl af Cambridge, og Anne Mortimer, var kun fire år gammel ved sin fars henrettelse. Selvom faderen havde mistet sin titel og land, tillod Henrik 5. Richard Plantagenet at arve titel og jord fra sin onkel, jarlen af Cambridges storebror Edvard, 2. hertug af York, der var omkommet ved Henrik 5.'s side i Slaget ved Agincourt, og som ikke efterlod efterkommere. Henrik, der havde tre yngre brødre, og som var i sin bedste alder som nygift, kunne ikke være i tvivl om, at Huset Lancasters ret til tronen var sikret. Henriks tidlige død betød, at hans eneste søn blev konge som barn, og at landet blev styret af regenter. Henrik 5.'s yngre brødre fik intet overlevende legitimt afkom, og det betød, at Huset Lancasters alternative arveret til tronen nu lå hos Beaufort-slægten, der var efterkommere af Johan af Gents senere legitimerede afkom med sin elskerinde og senere hustru Katherine Swynford. Richard Plantagents tronkrav var nu blevet meget stærkere, og det placerede ham i en position, hvor han kunne true den svage Henrik 6. Indtægten fra hans besiddelser gjorde ham til en af de rigeste og mægtigste mænd i riget.

### Henrik 6.
Henrik 5. døde uventet i 1422, og hans søn, kong Henrik 6., blev konge i en alder af kun ni måneder. Fra sin barndom blev han omgivet af stridslystne rådgivere. Henriks onkel, Humphrey, hertug af Gloucester, stræbte efter titlen som rigsforstander, men blev modarbejdet af kardinal Beafort, søn af Johan af Gent. Kardinalen hidkaldte flere gange Johan, hertug af Bedford, Humphreys storebror, fra hans post som regent i Frankrig for enten at mægle eller for at beskytte sig mod Humphreys anklager om forræderi. En vis tid efter Bedfords død i 1435 trak kardinal Beaufort sig tilbage fra statsanliggender, dels på grund af sin fremskredne alder, dels fordi William de la Pole, 1. hertug af Suffolk, nu var blevet den dominerende skikkelse ved hoffet. Suffolk blev anklaget for at berige sig selv gennem sin indflydelse på kong Henrik 6. og blev bebrejdet dårlig ledelse af landet og den katastrofale krigsførelse i Frankrig under den fortsatte Hundredårskrig. Under Henrik 6. var alt land i Frankrig, som var vundet, gået over styr. Endog provinserne Guienne og Gascogne, som englænderne havde holdt siden Henrik 2.'s regeringstid tre århundreder tidligere, var gået tabt.
Det lykkedes til sidst Suffolk at få Humphrey af Gloucester anholdt for forræderi. Humphrey døde, mens han ventede på rettergang i fængslet i Bury St. Edmunds i 1447. Nogle anser Rosekrigenes begyndelse fra Humphreys død. Imidlertid blev Suffolk efter flere tilbageslag i Frankrig frataget sine embeder og myrdet på vej til eksil. Edmund Beaufort, 2. hertug af Somerset efterfulgte ham som leder af dem, der ønskede fred med Frankrig. Hertugen af York, Richard Plantagenet, der havde efterfulgt Bedford som statholder i Frankrig, repræsenterede modsat dem, der ønskede at fortsætte krigen med større magt og kritiserede hoffet og især Somerset for at give ham for få midler og mænd under hans felttog i Frankrig. I alle disse stridigheder tog Henrik 6. meget lidt del. Han blev set som en svag, ineffektiv konge. Derudover viste han symptomer på psykisk sygdom, som han kan have arvet fra sin morfar, Karl 6. af Frankrig. Omkring 1450 anså mange Henrik for at være ude af stand til at udføre en konges pligter.
I 1450 udbrød et voldsomt oprør i Kent, Jack Cades oprør. Årsagen var pengeafpresning, udført af nogle af kongens mænd, og domstolenes fejlslagne beskyttelse af lokale ejendomsejere af alle klasser. Oprørerne besatte dele af London, men blev drevet ud af byens borgere, efter at nogen af dem henfaldt til plyndring. Oprørerne spredte sig, efter at de mente sig benådet, men flere, herunder Jack Cade, blev senere henrettet.
To år senere vendte Richard af York tilbage til England fra sin nye post som statholder i Irland og marcherede mod London, hvor han krævede Somersets afgang og reform af regeringen. Nu støttede få adelige så drastiske skridt, og York blev nødt til at overgive sig til en overlegen styrke. Han var fængslet i det meste af 1452 og 1453, men blev løsladt efter at have svoret ikke at gribe til våben mod styret.
Den voksende strid ved hoffet afspejledes i hele landet, hvor adelsslægter fejdede og viste stigende respektløshed over for den kongelige autoritet og retssystemet. Ofte gik fejden mellem gamle, mægtige slægter og mindre slægter, der havde fået mere magt og indflydelse under Henrik 4. Striden mellem slægten Percy, der længe havde været jarler af Northumberland, og opkomlingen, slægten Neville, var den kendteste af disse adelsstridigheder. En anden faktor i disse stridigheder var det store antal af soldater fra den engelske hær, som var blevet hjemsendt efter nederlaget i Frankrig. Adelige antog mange af dem til plyndringstogter eller til af besætte domhusene med deres tilhængere for at skræmme sagsøgere, vidner og dommere.
Den stigende utilfredshed hos borgerne, private hære, som adelen brugte til at kæmpe mod hinanden, samt korruptionen ved Henrik 6.'s hof skabte et politisk klima, der uundgåeligt ville føre til borgerkrig. Med en konge, der var let at manipulere, var magten knyttet til dem, der befandt sig tættest på ham ved hoffet, dvs. Somerset- og Lancaster-partiet. Richard og York-partiet, der befandt sig længere væk fra magtsædet, indså, at deres magt langsomt blev svækket. Kongemagten og finanserne begyndte også at svækkes, da Henrik blev overtalt til at skænke meget kongelig jord og gods til Lancaster-partiet, hvorved mange mistede deres indtægter.
I 1453 led Henrik det første af flere anfald af totalt nervesammenbrud, hvor han ikke engang genkendte sin nyfødte søn Edvard af Westminster. Den 22. marts 1454 døde kansleren, John Kemp. Henrik kunne ikke udpege en efterfølger. For at sikre at landet blev regeret oprettedes et regeringsråd ledet af rigsforstander Richard af York, der stadig nød støtte hos folket. York gjorde hurtigt sin magt gældende med stigende dristighed (dog var der ikke ingen tegn på, at han på dette tidlige tidspunkt stræbte efter tronen). Han fængslede Somerset og støttede sin alliancepartner Neville (hans svoger, Richard Neville, 5. jarl af Salisbury, og dennes søn Richard Neville, jarl af Warwick) i deres fortsatte fejde med Henry Percy, 2. jarl af Northumberland, der var en magtfuld støtte af Henrik.
Henrik kom til sig selv i 1455 og kom endnu en gang under indflydelse af dem, der stod ham tættest ved hoffet. Anført af Henriks dronning, den magtfulde og aggressive Margrete af Anjou, der nu fremstod som de facto leder Lancaster partiet, blev Richard tvunget væk fra hoffet. Margrete opbyggede en alliance rettet mod Richard og konspirerede med andre adelige for at reducere hans indflydelse. Richards frygt for at blive arresteret som forræder voksede hurtigt, og det fik ham til at gribe til væbnet modstand i 1455.

## Krigens begyndelse
Richard, hertug af York, ledte en lille styrke mod London og blev mødt af Henriks styrker ved St Albans, nord for London, den 22. maj 1455. Det relativt lille 1. slag ved St Albans var det første åbne slag i borgerkrigen. Richards mål var angiveligt at fjerne de "dårlige rådgivere" ved Henrik 6.'s side. Resultatet blev et nederlag til Lancaster. Flere prominente Lancaster-ledere, bl.a. Edmund Beaufort, 2. hertug af Somerset og Henry Percy, 2. jarl af Northumberland, blev dræbt. Efter slaget fandt Yorks soldater kong Henrik, der skjulte sig i en lokal garvers butik, forladt af sine rådgivere og tjenestefolk og nedbrudt efter endnu et anfald af mentalt sammenbrud. York og hans støtter fik deres magtposition tilbage. Med kongen indisponeret blev York udnævnt til rigsforstander, og dronning Margrete blev sat på et sidespor med pleje af kongen som hovedopgave.
En stund virkede begge sider chokeret over, at et slag virkelig havde fundet sted, og gjorde deres bedste for at bilægge deres stridigheder. Men problemerne, der havde forårsaget konflikten, voksede igen. Særligt om Richard, hertug af York, eller Henrik og Margretes lille søn Edvard skulle arve tronen. Margrete afviste enhver løsning, der gjorde hendes søn arveløs, og det stod klart, at hun kun ville tolerere situationen, så længe hertugen af York og hans støtter havde det militære overtag.
Henrik kom til sig selv, og i februar 1456 fratog han York hans embede som rigsforstander. I efteråret samme år drog Henrik og Margrete på rejse i Midlands, hvor de nød særlig popularitet. Margrete tillod ham ikke at vende tilbage til London, hvor købmændene var utilfredse med nedgangen i handelen og den udbredte uorden i samfundet. Kongens hof blev derfor holdt i Coventry. På det tidspunkt var Henry Beaufort, 3. hertug af Somerset blevet den nye favorit ved kongens hof. Margrete overtalte kong Henrik til at tilbagekalde de udnævnelser, som Richard af York havde gennemført som rigsforstander, og kræve at Richard York vendte tilbage til sin post som statholder i Irland.
Uro i hovedstaden og i det nordlige England, hvor den væbnede strid mellem Neville og Percy familierne var genopblusset, og den franske flådes plyndringstogter langs sydkysten var stigende, men kongen og dronningen forblev optaget at at beskytte deres egen position, bl.a. indførte dronningen værnepligt første gang i England. Samtidig var Yorks allierede Warwicks popularitet stigende blandt købmændene i London, da han som kaptajn i Calais havde bekæmpet sørøveri i den Engelske Kanal.
I foråret 1458 forsøgte Thomas Bourchier, ærkebiskop af Canterbury, at arrangere en forsoning. Stormændene mødtes i London til et stort rådsmøde, og byen var fuld af bevæbnet følge fra begge sider. Ærkebiskoppen forhandlede indviklede aftaler, der skulle løse blodsfejderne, der havde varet siden det første slag ved St Albans. Den 25. marts, eller Mariæ bebudelsesdag, (indtil 1752 Nytårsdag i England) ledte kongen en "kærlighedsdags"procession til Saint Paul's Cathedral med adelige fra York hånd i hånd bag sig. Lige så snart processionen og rådsmødet var slut, smededes nye rænker

## Act of Accord
Det næste krigsudbrud blev foranlediget af Warwicks egenrådige handlinger som kaptajn i Calais. Hans skibe angreb neutrale hanseatiske og spanske skibe i den Engelske Kanal med et tyndt påskud om suverænitetshåndhævelse. Han fik ordre til at drage til London til forhør, men da han hævdede at være udsat for attentater, vendte han tilbage til Calais. York, Salisbury og Warwick blev indkaldt til det kongelige råd i Coventry, men de nægtede begge, da de frygtede arrestation uden deres støtter ved deres side.
York hidkaldte Salisbury og Warwick til at slutte sig til ham i hans fæstning Ludlow Castle i Ludlow ved grænsen mellem England og Wales. Den 23. september 1459 mislykkedes det i Slaget ved Blore Heath i Staffordshire for en Lancaster-hær at forhindre Salisbury at marchere fra Middleham Castle i Yorkshire til Ludlow. Kort efter mødte den forenede York-hær en langt større Lancaster-styrke i Slaget ved Ludford Bridge. Warwicks kontinget fra garnisonen i Calais gik over til Lancaster, og York-lederne måtte flygte. York tog tilbage til Irland, mens hans ældste søn Edvard, jarl af March, Salisbury og Warwick flygtede til Calais.
Lancaster-partiet var nu tilbage i fuld kontrol. York og hans tilhængere blev som forrædere frataget al deres jord og gods af det Det Engelske Parlament (Parlament of Devils). Somerset blev udnævnt til guvernør over Calais og sendt ud for at erobre den vigtige fæstning på den franske kyst, mens hans forsøg på at sætte Warwick ud blev let afvist. Warwick og hans støtter iværksatte endda en række plyndringstogter mod den engelske kyst fra Calais. Det øgede graden af kaos og uorden. Efter at have tabt jord og gods, kunne York-partiet kun få det tilbage gennem en invasion. Warwick rejste til Irland for at drøfte planerne med York.
I slutningen af 1460 krydsede Warwick, Salisbury og Edvard af March Kanalen og satte sig hurtigt fast i Kent og London, hvor de nød stor popularitet. Støttet af en udsending fra paven, der havde taget deres parti, drog de mod nord. Kong Henrik førte en hær sydpå for at møde dem, mens dronning Margrete blev tilbage i nord med tronfølgeren Edvard. I Slaget ved Northampton den 10. juli besejrede York-hæren under Warwicks ledelse Lancaster-hæren, hjulpet af forræderi i kongens rækker. For anden gang under krigen blev kong Henrik fundet af Yorks soldater alene i et telt, forladt af sine ledsagere efter endnu engang at have fået nervesammenbrud. Med kongen i deres hænder vendte York-partiet tilbage til London.
I lyset af sin militære succes besluttede Richard af York nu at fremsætte sit krav på tronen baseret på Lancaster-slægtens illegitimitet. Efter landgang i Wales drog han og hans hustru Cecily Neville til London med al den pomp og pragt, der normalt var forbeholdt en monark. Parlamentet var samlet, og da York kom ind, gik han direkte efter tronen, som han må have forventet, at stormændene ville opmuntre ham til at tage, ligesom de havde gjort Henrik 4. til konge i 1399. I stedet var der larmende tavshed. York erklærede sit krav på tronen, men stormændene, selv Warwick og Salisbury, blev chokeret over hans formastelighed. De havde ikke noget ønske om at styrte kong Henrik. Deres ambition var stadig begrænset til at fjerne kongens rådgivere.
Næste dag præsenterede York detaljerede stamtavler for at styrke sit tronkrav baseret på hans nedstamning fra Lionel af Antwerpen, hertug af Clarence, og her blev han mødt af større forståelse. Parlamentet indvilligede i at drøfte spørgsmålet og erklærede, at Yorks tronkrav var stærkere. Men med et flertal på fem vedtog de, at Henrik 6. skulle forblive konge. Som et kompromis vedtog man i oktober 1460 Act of Accord, der anerkendte Richard af York som Henriks efterfølger og dermed gjorde Henriks seksårige søn Edvard arveløs. York accepterede dette kompromis som det bedste tilbud. Det gav ham det meste af, hvad han ønskede, især da det gjorde ham til rigsforstander og i stand til at regere i Henriks navn.

## Richard, hertug af York, dør
Dronning Margrete og hendes søn flygtede til det nordlige Wales, som stadig var under Lancaster-partiets kontrol. De rejste senere over havet til Skotland for at forhandle om skotsk assistance. Maria af Geldern, Jakob 2. af Skotlands dronning, indvilligede i at give Margrete en hær mod, at hun ville afstå byen Berwick til Skotland og trolove Marias datter med hendes søn Edvard. Margrete accepterede, selvom hun ikke havde penge til at betale sin hær, og at hun kun kunne love bytte fra det sydlige Englands rigdomme, så længe ingen plyndring fandt sted nord for floden Trent.
Richard, hertug af York, forlod London senere samme år sammen med jarlen af Salisbury for at styrke sin position i nord mod Lancaster-styrkerne, som i følge nyhederne var ved at blive samlet nær York. Han slog sig ned i en defensiv position på Sandal Castle nær Wakefield over julen i 1460. Den 30. december forlod hans styrke borgen og angreb Lancaster-tropperne i det åbne, selvom de var i undertal. Det efterfølgende slag var en fuldkommen triumf for Lancaster-partiet. Richard af York blev dræbt under slaget, mens både Salisbury og Yorks 17-årige næstældste søn Edmund, jarl af Rutland, blev taget til fange og henrettet. Margrete beordrede, at alle tre hoveder skulle anbringes på Yorks porte til skræk og advarsel.

## Edvards krav på tronen
"Act of Accord" og nederlaget ved Wakefield efterlod den 18-årige Edvard, jarl af March, Richard af Yorks ældste søn, som hertug af York arving til kravet på tronen. Med en hær fra det York-støttede Marches (grænselandet mellem England og Wales) mødte han en Lancaster-hær under Jasper Tudor, som kom fra Wales, og besejrede denne betragteligt i Slaget ved Mortimor's Cross i Herefordshire. Han inspirerede sine mænd med en åbenbaring om tre sole ved daggry (fænomenet bisol) ved at fortælle dem, at det var et tegn på sejr og repræsenterede de tre overlevende York-sønner: ham selv, Georg, hertug af Clarence og Richard, hertug af Gloucester. Det fik Edvard til senere at antage solen som sit personlige mærke.
Margretes hær var på vej sydpå og ernærede sig ved at plyndre sig gennem det rige, Sydengland. I London brugte Warwick det i sin propaganda for at styrke Yorks støtte i syden. Det fik f.eks. byen Coventry til at gå over til York-partiet. Warwicks hær etablerede befæstede stillinger nord for St Albans for at blokere hovedvejen nordfra, men blev udmanøvreret af Margretes hær, der svingede mod vest og angreb Warwicks stillinger bagfra. I det 2. slag ved St Albans vandt Lancaster-hæren endnu en stor sejr. Mens York-styrken flygtede, efterlod de kong Henrik, som blev fundet uskadt, roligt siddende under et træ.
Kong Henrik slog umiddelbart efter slaget 37 Lancaster-soldater til ridder. Som et billede på krigens tiltagende uforsonlighed instruerede dronning Margrete sin syvårige søn Edvard til at bestemme, hvordan de York-riddere, der havde været pålagt at passe på Henrik, og som forblev ved hans side gennem slaget, skulle behandles.
Mens Lancaster-hæren fortsatte sydpå, fejede en bølge af rædsel gennem London, hvor rygterne gik om vilde nordboers hensigt om at plyndre byen. Londons indbyggere lukkede byens porte og nægtede at give forsyninger til dronningens hær, der hærgede de omkringliggende grevskaber Hertfordshire og Middlesex.

## Huset Yorks triumf
Edvard af March, der havde sluttet sig til Warwicks overlevende styrker, drog mod London fra vest samtidig med, at dronning Margrete trak sig tilbage nordpå. Derfor kunne Edvard og Warwick indtage London. De fandt betydelig støtte her. Det var klart, at Edvard ikke længere stræbte efter at fjerne de dårlige rådgivere fra kongens side, men at hans mål var at tage den engelske kongekrone. Thomas Kempe, Londons biskop, spurgte byens indbyggere om deres mening, og de råbte højlydt "Kong Edvard". Anmodningen blev hurtigt behandlet af parlamentet, og Edvard blev uofficielt kronet i en improviseret ceremoni i Westminster Abbey. Edvard svor, at han ikke vil have en formel kroning, før Henrik 6. og hans dronning var helt væk fra magten. Edvard hævdede, at Henrik havde mistet sin ret til kronen ved at give sin dronning lov til at kæmpe mod sin retmæssige arvinger ifølge Act of Accord. Parlamentet havde allerede accepteret, at Edvards sejr blot var en genindsættelse af den retmæssige arving til tronen.
Edvard og Warwick marcherede mod nord og samlede en stor hær på vejen, til de mødte en lige så imponerende Lancaster-hær ved Towton. Slaget ved Towton ved York, var det største slag under Rosekrigene. Begge parter var på forhånd enige om, at striden skulle afgøres den dag, og ingen nåde ville blive vist. I slaget deltog skønnet 40.000-80.000 mænd, heraf blev over 20.000 dræbt under og efter slaget, et uhørt højt tal i sin tid og det største registrerede tab af liv på en enkelt dag på engelsk jord. Edvard og hans hær vandt en knusende sejr, og Lancaster-partiet mistede sin hærledelse, og dets styrker blev jaget på flugt. Henrik og Margrete, der ventede i York med deres søn Edvard, flygtede mod nord, efter de fik nys om slagets udfald. Mange af de overlevende adelige Lancaster-støtter svor troskab til den nye kong Edvard, og de, der nægtede, blev drevet mod de nordlige grænseegne og nogle få borge i Wales. Edvard erobrede York, hvor han på byporten erstattede de rådne hoveder af hans far, bror og Salisbury, og erstattede dem med hovederne fra besejrede Lancaster-stormænd som John Clifford, der havde fået skyld for henrettelsen af Edvards bror Edmund efter Slaget ved Wakefield.

## Edvard 4.
Edvard 4.'s officielle kroning fandt sted i London i juli 1461, hvor han blev begejstret modtaget af sine tilhængere.
Henrik 6. og Margrete af Anjou var efter slaget ved Towton flygtet til Skotland, hvor de opholdt sig ved Jakob 3. af Skotlands hof og holdt deres løfte om at afstå Berwick til Skotland.
Senere samme år angreb de Carlisle, men på grund af pengemangel, blev de nemt slået tilbage af kong Edvards mænd, der var i gang med at rense ud i den tilbageværende Lancaster-styrke i de nordlige grevskaber. Flere borge under Lancaster-kontrol holdt ud i flere år: Dunstanburgh, Alnwick (Percy slægtens sæde) og Bamburgh var nogle af de sidste, der faldt.
Der blev også kæmpet i Irland. I Slaget ved Piltown i 1462 besejrede York-tilhængeren Thomas FitzGerald den 7. jarl af Desmond, Butler-slægten fra Kilkenny, der støttede Lancaster. Butlerne mistede mere end 400 mand. Det siges på egnen, at slaget var så blodigt, at floden blev rød af blod, deraf navnet Pill River og Piltown (Baile an Phiuill, der betyder "Blodsbyen").
I det nordlige England var der Lancaster-oprør i 1464. Flere Lancaster-adelige, heriblandt Henry Beaufort, 3. hertug af Somerset, der angivelig var blevet forsonet med kong Edvard, ledte beredvilligt oprøret. Oprøret blev slået ned af John Neville, Warwicks bror. En lille Lancaster-hær blev pulveriseret i Slaget ved Hedgeley Moor den 25. april, men fordi John Neville eskorterede skotske parlamentsmedlemmer til traktatforhandlinger i York, kunne han ikke følge op på sin sejr. Men den 15. maj slog han Somersets hær i Slaget ved Hexham. Somerset blev fanget og henrettet.
Den afsatte Henrik 6. blev i 1465 fanget nær Clitheroe i Lancashire for 3. gang under Rosekrigene. Han blev ført til London og blev fængslet i Tower of London, hvor han blev vel behandlet i sit fangenskab. På samme tid havde England under Edvard 4. og Skotland nået en aftale. Margrete og hendes søn blev tvunget til at forlade Skotland og sejlede til Frankrig, hvor de holdt et fattigt eksilhof i mange år. Den sidste tilbageværende Lancaster-fæstning Harlech Castle i Wales overgav sig endeligt i 1468 efter en syv år lang belejring.

## Warwicks oprør og Henrik 6.'s død
Den magtfulde jarl af Warwick ("Kongemageren") var i mellemtiden blevet den mægtigste jordejer i England gennem en rig arv fra sin far og kone, men også jord fra Lancaster-tilhængere som belønning. Tillige fik han også vigtige statsembeder. Overbevist om behovet for en alliance med Frankrig havde han forhandlet ægteskab mellem Edvard 4. og en fransk brud. Imidlertid havde Edvard i 1464 hemmeligt ægtet Elizabeth Woodville, en enke efter en Lancaster-ridder. Han proklamerede nyheden om sit ægteskabs fuldbyrdelse til Warwicks store forlegenhed.
Denne forlegenhed førte til bitterhed, da Woodville-familien blev favoriseret ved hoffet i stedet for Neville-familien. Mange af dronning Elizabeths slægtninge blev gift ind i adelsfamilier, og andre blev adlet eller fik hofembeder. Andre faktorer øgede Warwicks vrede: Edvards alliance med Burgund i stedet for Warwicks ønskede Frankrig, og Edvards afvisning af ægteskab mellem hans brødre Georg og Richard og Warwicks døtre Isabel Neville og Anne Neville. Derudover var Edvards popularitet nedadgående i denne tid med højere skatter og vedvarende forstyrrelser af lov og orden.
I 1469 indgik Warwick en alliance med Edvards jaloux og forræderiske bror Georg, der stik imod Edvards ønske indgik ægteskab med Isabel Neville i Calais. De samlede en hær og besejrede kongens styrker i Slaget ved Edgecote Moor. Edvard blev taget til fange nær Olney i Buckinghamshire og fængslet i Middleham Castle i Yorkshire. Warwick havde nu to konger af England i sin varetægt. Warwick fik dronningens far, Richard Woodville, 1. jarl Rivers, og hendes bror John Woodville, henrettet. Der blev dog ikke taget noget direkte skridt mod at få Edvard erklæret illegitim og sætte Georg på tronen. Landet var nu atter i kaos, hvor adelige endnu engang kæmpede mod hinanden, og Lancaster-partiet var klar til at gøre oprør. Få adelige var klar til at støtte Warwicks magtovertagelse. Edvard blev ført til London af Warwicks bror George Neville, ærkebiskop af York, hvor han og Warwick blev forsonet, udadtil.
Da nye oprør brød ud i Lincolnshire, slog Edvard dem nemt ned. Ud fra de tilfangetagne oprørslederes vidneudsagn kunne han konkludere, at det var Warwick og Edvards bror Georg, der havde stået bag oprørene. De blev begge erklærede som landsforrædere og tvunget til at flygte til Frankrig, hvor dronning Margrete allerede befandt sig i eksil. Ludvig 11. af Frankrig, der ønskede at komme en fjendtlig alliance mellem Edvard og hans svoger Karl den Dristige af Burgund i forkøbet, foreslog en alliance mellem Warwick og Margrete. Ingen af de to tidligere dødsfjender så først positivt på idéen, men til sidst indså de fordelene. Dog håbede de uden tvivl på et forskelligt resultat. Warwick ønskede sig en marionetkonge som Henrik 6. eller dennes søn. Margrete ønskede at få sin families kongerige tilbage. Under alle omstændigheder blev et ægteskab mellem Warwicks datter Anne og Margretes søn Edvard arrangeret, og i efteråret 1470 invaderede Warwick England.
Edvard 4. var allerede marcheret mod nord for at slå endnu et oprør ned i Yorkshire. Med assistance fra en flåde under sin nevø landede med Warwick ved Dartmouth og sikrede sig hurtigt støtte fra de sydlige grevskaber og havnebyer. Han besatte London i oktober og førte i en parade Henrik 6. i gennem byens gader som genindsat konge. Warwicks bror John Neville, der kort forinden havde modtaget den ledige titel som markis af Montagu, og som ledte de store hære ved den skotske grænse, gik pludselig over til Warwick. Edvard 4. var uforberedt på det og var nødt til at lade sin hær opløse. Med sin bror Richard flygtede han til Doncaster og videre til Holland og eksil i Burgund. De blev erklæret for landsforrædere, og mange Lancaster-støtter vendte tilbage for at få deres jord og gods tilbage.
Warwicks succes var dog kortvarig. Han forløb???? sig med sin plan om at invadere Burgund i alliance med kongen af Frankrig, der havde lokket ham med løfte om jord i Holland som belønning. Det fik Edvards svigersøn Karl af Burgund til at give midler og tropper til Edvard, dær så kunne invadere England i 1471. Edvard landede med en lille styrke vedRavenspur på Yorkshires kyst. I starten hævdede han, at han støttede kong Henrik og kun ønskede at få sin titel som hertug af York tilbage. Det lykkedes ham at erobre York og samle sine tilhængere. Hans bror Georg vendte tilbage efter at have forrådt Warwick. Efter at have udmanøvreret Warwick og Montagu erobrede Edvard London. Hans hær mødte Warwicks i Slaget ved Barnet. Slaget blev kæmpet i tyk tåge, og mange af Warwicks mænd kom ved uheld til at angribe deres egne mænd. De troede, at de var blevet forrådt og valgte at flygte. Warwick blev dræbt, inden han nåede tilbage til sin hest. Montagu blev også dræbt under slaget.
Margret og hendes søn Edvard var landet i det sydøstligste England blot et par dage før slaget ved Barnet. I stedet for at vende tilbage til Frankrig forsøgte Margrete at slutte sig til Lancaster-tilhængerne i Wales, men hendes forsøg på at krydse Floden Severn blev forhindret, da byen Gloucester nægtede hende passage over floden. Hendes hær, der blev ledet af Edmund Beaufort, 4. hertug af Somerset, blev tvunget til slag og tilintetgjort i Slaget ved Tewkesbury. Hendes søn Edvard, Lancaster-partiets tronarving, blev dræbt. Uden nogen arvinger blev Henrik 6. myrdet få dage senere den 21. maj 1471 for at styrke Yorks greb om tronen.

## Richard 3.
Edvard 4.'s genindsættelse i 1471 bliver nogle gange set som den egentlige afslutning på Rosekrigene. Fred herskede i resten af Edvards regeringstid. Hans yngste bror Richard og Edvards livslange følgesvend og støtte William Hastings blev generøst belønnet for deres loyalitet og udnævnt til guvernører over henholdsvis Norhern England og Midlands. Den anden bror Georg blev gradvist mere og mere fjern for Edvard og blev endelig henrettet i 1478 for forbindelser med dømte landsforrædere.
Da Edvard pludselig døde i 1483, blussede den politiske og dynastiske uro atter op. Mange adelige var stadig harme over dronningens slægtninges indflydelse, bl.a. hendes bror Anthony Woodville, 2. jarl Rivers og hendes søn af første ægteskab Thomas Grey, 1. markis af Dorset (oldefar til Lady Jane Grey) og så dem som magthungrende opkomlinge. Ved Edvards tidlige død var hans arving Edvard 5. blot 12 år gammel og var blevet opdraget under jarl Rivers ledelse i Ludlow Castle.
På sit dødsleje havde Edvard udnævnt sin bror Richard til rigsforstander. Richard havde befundet sig i nord, da Edvard døde. Hasting, der også besad stillingen som hofmarskal, sendte bud til ham om at bringe en stærk styrke til London som modtræk til Woodville-familiens sandsynlige styrke. Henry Stafford, 2. hertug af Buckingham erklærede også sin støtte til Richard.
Richard og Buckingham indhentede jarl Rivers, der eskorterede den unge Edvard 5. til London ved Stony Straford i Buckinghamshire den 28. april. Selvom de spiste sammen med Rivers i mindelighed, tog de ham til fange dagen efter og fortalte Edvard, at de havde gjort sådan for at komme konspiration, planlagt af Woodville-familien mod kongens liv, i forkøbet. Rivers og hans nevø Richard Grey, dronning Elizabeths anden søn af første ægteskab, blev ført til Pontefract Castle i Yorkshire og henrettet der i slutningen af juni.
Den 4. maj gjorde Edvard 5. i Richards varetægt sit indtog i London og blev indkvarteret i Tower of London. Dronning Elizabeth havde allerede i hast søgt tilflugt i Westminster Abbey med sine børn, selvom man allerede havde forberedt Edvard 5.'s kroning den 22. juni, hvor også Richards bemyndigelse som rigsforstander ville udløbe. Den 13. juni afholdt Richard et fuldt rigsmøde, hvorunder han anklagede Hastings og andre for at konspirere imod ham. Hastings blev henrettet senere samme dag uden retssag.
Thomas Bourchier, ærkebiskop af Canterbury overbeviste dronning Elizabeth om at lade sin yngre søn, den niårige Richard, slutte sig til sin bror Edvard i Tower of London. Med prinserne i sin varetægt påstod Robert Stillington, biskop af Bath og Wells, at Edvard 4.'s ægteskab med Elizabeth Woodville havde været illegalt, og deres to børn derfor var illegitime. Parlamentet fandt påstanden sand og vedtog loven Titulus Regius, der gjorde Richard til konge. De to fængslede drenge, kendt som "prinserne i Tower", forsvandt og formodedes myrdet, af hvem og på hvis ordre er forblevet omdiskuteret. Sagen er aldrig blevet retsligt behandlet. Perkin Warbeck hævdede i 1490 at være den yngste prins og blev anerkendt at det internationale diplomati uden for England.
Efter sin overdådige kroning den 6. juli rejste Richard til Midlands og Northern England, hvor han generøst uddelt gaver og privilegier og gjorde sin egen søn til prins af Wales.

## Buckinghams oprør
Modstand mod Richards styre var allerede brudt ud i Sydengland, da Henry Stafford, 2. hertug af Buckingham, der havde spillet en central rolle i Richards magtovertagelse, og som selv havde et spinkelt tronkrav, den 18. oktober 1483 ledte et oprør for at indsætte Henrik Tudor fra Lancaster-partiet. Der er blevet argumenteret for, at hans støtte til Tudor i stedet for enten Edvard 5. eller dennes yngre bror, beviste, at Buckingham allerede vidste, at begge drengene var døde.
Huset Lancasters krav på tronen var faldet på Henrik Tudor efter Henrik 6. og hans søns død i 1471. Henriks far Edmund Tudor, 1. jarl af Richmond, var halvbror til Henrik 6., men Henriks krav på tronen var gennem hans mor Margaret Beaufort. Hun var efterkommer af John Beaufort, 1. jarl af Somerset, der var søn af Johan af Gent og dermed barnebarn af Edvard 3. John Beaufort var født uden for ægteskab, men blev senere legitimeret efter sine forældres ægteskab. Det var angiveligt en betingelse for ægteskabet, at Beaufort-familien mistede deres ret til tronen. Henrik Tudor havde tilbragt meget af sin barndom under belejring i Harlech Castle eller i eksil i Bretagne. Efter 1471 havde Edvard 4. valgt at bagatellisere Henriks krav på tronen og gjorde derfor blot sporadiske forsøg på at få fat i ham. Men Henriks mor Margaret Beaufort, der to gange var blevet gift på ny, først med Buckinghams onkel og så med Thomas, Lord Stanley, en af Edvards vigtigste embedsmænd, fortsatte med at promovere sin søns krav.
Buckinghams oprør slog fejl. Nogle af hans tilhængere i syden startede oprøret for tidligt, og det tillod Richards statholder i syden, John Howard, 1. hertug af Norfolk, at forhindre mange oprørere i at slå sig sammen. Buckingham selv samlede en hær ved Brecon i det centrale Wales. Han blev forhindret i at krydse floden Severn for at slutte sig til de andre oprørere i Sydengland af stormvejr og oversvømmelser, der også forhindrede Henriks Tudors landing i det sydvestligste England. Buckinghams udsultede styrker deserterede, og han blev forrådt og henrettet.
Buckinghams mislykkede oprør var helt klart ikke enden på sammensværgelserne rettet mod Richard, der aldrig mere kunne føle sig sikker, og som også mistede sin hustru og søn, hvilket førte Huset Yorks fremtid ud i usikkerhed.

## Henrik 7.
Mange af Buckinghams besejrede tilhængere og andre utilfredse adelige flygtede til Henrik Tudors eksil. Richard gjorde et forsøg på at bestikke hertugen af Bretagnes førsteminister til at forråde Henrik, men Henrik blev advaret og flygtede til Frankrig, hvor han søgte tilflugt og fik hjælp.
Overbevist om, at mange stormænd og endda nogle af Richards embedsmænd ville slutte sig til ham, satte Henrik den 1. august 1485 sejl fra Harfleur med en styrke af landforviste og franske lejetropper. Med en gunstig vind landede han seks dage senere i Pembrokeshire. Embedsmændene, som Richard havde udpeget i Wales, sluttede sig enten til Henrik eller holdt sig tilbage. Henrik samlede sine støtter på sin march gennem Wales og grænselandet og besejrede Richard i Slaget ved Bosworth Field. Richard blev dræbt i slaget, angiveligt af den mægtige walisiske godsejer Rhys ap Thomas med et slag fra dennes langøkse mod kongens hoved. Rhys blev tre dage senere gjort til ridder af Henrik 7.
Henrik Tudor, der nu var blevet udråbt til Kong Henrik 7., styrkede sin magtposition ved at ægte Elizabeth af York, datter af Edvard 4. og Huset Yorks ældste arving. Han forenede dermed de to kongeslægter, og de to rivaliserende symboler, Lancasters røde rose og Yorks hvide rose, blev slået sammen i den nye Tudorrose. Henrik fastholdt sit greb om magten ved at henrette alle andre mulige tronprætendenter, så snart ethvert påskud opstod, en fremgangsmåde som hans søn Henrik 8. videreførte.
Mange historikere anser Henrik 7.'s magtovertagelse som afslutningen på Rosekrigene. Andre mener, at de fortsatte indtil slutningen af det 15. århundrede, da der var flere forsøg på at afsætte Henrik og genindsætte York prætendenter på tronen. Blot to år efter Slaget ved Bosworth gjorde York-partiet oprør under ledelse af John de la Pole, jarl af Lincoln, der tidligere var blevet gjort til tronarving af sin onkel Richard 3., og ellers var blevet forliget med kong Henrik efter slaget ved Bosworth. De sammensvorne havde fundet en tronprætendent, drengen Lambert Simnel, som havde en slående lighed med den unge Edvard, jarl af Warwick (søn af Georg, hertug af Clarence), Huset Yorks bedste overlevende tronprætendent. Denne plan hvilede på særdeles usikker grund, for den unge jarl var stadig i live i kong Henriks varetægt og blev ført gennem Londons gader for at afsløre sammensværgelsen. I slaget ved Stoke Field besejrede Henrik Lincolns styrker. Lincoln omkom under slaget. Simnel blev benådet for sin deltagelse i oprøret og blev sendt i arbejde i det kongelige køkkener.
Henriks trone blev igen udfordret i 1491 af Perkin Warbeck, der hævdede at være Richard af Shrewsbury, hertug af York (den yngste af de tro prinser i Tower). Warbeck gjorde flere forsøg på at anspore oprør med støtte i visse perioder fra Burgund og Jakob 4. af Skotland. Han blev fanget efter et mislykket oprør i Cornwall og henrettet i 1499 efter et forsøg på at flygte fra sit fangenskab.
Under Henrik 7.'s søn Henrik 8.'s regeringstid forblev Yorks udfordringer mod tronen mulige indtil så sent som i 1525, personificeret af Edward Stafford, 3. hertug af Buckingham, Edmund de la Pole, 3. hertug af Suffolk og hans bror Richard de la Pole, som alle havde blodsbånd til Huset York. I en vis grad var Reformationen i England foranlediget af Henrik 8.'s frygt for en usikker arvefølge, hvis han kun efterlod sig en kvindelig arving, eller for at barn skulle være lige så sårbart som Henrik 6. over for stridende og griske regenter.

## Eftervirkning
Krigenes følger for middelalderens England er omdiskuteret. Det klassiske syn er, at de mange ofre blandt adelen bevirkede de ændringer af det feudale, engelske samfund, der var begyndt under Den sorte død. Det gælder svækkelsen af adelens feudale magt, købmandsklassens øgede magt og den stigende centralisering af monarkiet under Huset Tudor. Krigene ses som afslutning på Middelalderen i England og begyndelsen på Renæssancen. Efter krigene blev de store, stående stormandshære, der havde pustet til konflikten, nedlagt. Henrik 7., der frygtede enhver fortsat kamp, holdt stormændene i et meget stærkt greb og fjernede deres ret til at rejse, væbne og forsyne en hær, så de ikke kunne gå i krig mod hinanden eller kongen. Stormændenes individuelle militære magt faldt, og Tudor-hoffet blev et sted, hvor stormændenes stridigheder blev løst af monarkens indflydelse.
Revisionister, som Oxford historikeren K. B. McFarlane, mener, at konfliktens følger er blevet voldsomt overvurderet, og at der ikke var nogen rosekrige. Mange steder forblev urørt af krigene, især i det østlige England, såsom East Anglia. Det er også blevet hævdet, at krigenes følger er overdrevet af Henrik 7. for at forstørre hans bedrift med at afslutte krigen og sikre fred. Krigenes følger på handels- og arbejderklassen var langt mindre end i de lange, udmagrende belejrings- og plyndringskrige i Europa udøvet af lejetropper, der profiterede af lange krige. Selvom der var nogle lange belejringer som mod Harlech Castle og Bamburgh Castle, fandt de sted i øde og befolkningsfattige regioner. I de befolkningsrige områder havde begge parter meget at tabe ved ødelæggelsen af landet, og de ønskede derfor hurtigt at løse konflikten gennem åbne slag. Phillipe do Commines observerede i 1470:
Englands rige nyder den gunst over alle andre riger, at hverken landskabet eller folket er blevet ødelagt, ej heller er bygninger brændt eller tilintetgjort. Ulykken har særligt ramt soldater og adel...
Undtagelser fra denne påståede hovedregel er Lancaster-partiets plyndring af Ludlow efter det stort set ublodige York-nederlag ved Ludford Bridge i 1459 og den udbredte plyndring, der blev udført af dronning Margretes ulønnede hær, mens den gik mod syd tidligt i 1461. Begge begivenheder resulterede i udbredt modstand mod dronningen og støtte til York-partiet.
Mange områder gjorde lidt eller intet for at ændre på deres bys forsvar, måske et tegn på at de forblev uberørt af krigene. Bymure blev enten efterladt i deres faldefærdige tilstand eller delvis genopbygget. I London kunne byen undgå ødelæggelser ved at overbevise York- og Lancaster-hærene om at blive uden for byen, da man ikke kunne genskabe bymurene.
Få adelslægter uddøde under krigene. Mellem 1425 og 1449, dvs. før krigenes udbrud, var der 25 adelslægter, der uddøde af naturlige årsager, som der uddøde (24) i krige mellem 1450 og 1474. De mest ambitiøse adelsmænd led døden, og i krigenes sidste tid var der færre adelige, der var parat til at risikere liv og titel for en usikker kamp.
Kongerne af Frankrig, kongerne af Skotland oghertugerne af Burgund spillede de to parter ud mod hinanden ved at love militær og finansiel hjælp og ved at yde tilflugt til besejrede adelige og prætendenter for at forhindre et stærkt og samlet England i at føre krig mod dem

## I litteraturen
Krøniker skrevet under Rosekrigene inkluderer:
- Benet's Chronicle
- Gregory's Chronicle (1189–1469)
- Short English Chronicle (before 1465)
- Hardyng's Chronicle: første udgave om Henrik 6. (1457)
- Hardyng's Chronicle: anden udgave om Richard, hertug af York, and Edvard 4. (1460 and c. 1464)
- Hardyng's Chronicle: anden York-udgave revideret for Lancaster-partiet under Henrik 6.'s tilbagevenden (se Peverleys artikel).
- John Capgrave (1464)
- Commynes (1464–98)
- Chronicle of the Lincolnshire Rebellion (1470)
- History of the arrival of Edward IV in England (1471)
- Jean de Wavrin|Waurin (før 1471)
- An English Chronicle: AKA Davies' Chronicle (1461)
- Brief Latin Chronicle (1422–71)
- Robert Fabyan (before 1485)
- John Rous (1480/86)
- Croyland Chronicle (1449–1486)
- John Warkworth's Chronicle (1500?)

Skønlitterære værker, der foregår under Rosekrigene:
- af William Shakespeare
  - Henrik den Sjette, 1. del (1590-92)
  - Henrik den Sjette, 2. del (1590-92)
  - Henrik den Sjette, 3. del (1590-92)
  - Richard den Tredje (1592)

- af Philippa Gregory
  - Den hvide dronning (2009)
  - Den røde dronning (2010)
  - Skæbnehjulet (2011)
  - Kongemagerens datter (2012)
  - Den hvide prinsesse (2013)
  - Den hvide dronning og Den røde dronning er grundlaget for BBC serien The White Queen fra 2013

## Hovedpersoner
- Konger af England
  - Henrik 6. (Lancaster)
  - Edvard 4. (York)
  - Edvard 5. (York)
  - Richard 3. (York)
  - Henrik 7. (Tudor af Lancaster slægt, ægtede Huset Yorks arving)
- Prominente modstandere 1455–87
  - Huset York
    - Elizabeth Woodville Edvard 4.'s dronning
    - Anne Neville, Richard 3.'s dronning
    - Jacquetta Woodville, Lady Rivers, Elizabeth Woodvilles mor og Edvard 4.'s svigermor
    - Georg, 1. hertug af Clarence, bror til Edvard 4. og Richard 3.
    - Richard Plantagenet, 3. hertug af York
    - Richard Neville, 16. jarl af Warwick (Kongemageren)
    - Richard Neville, 5. jarl af Salisbury
    - John Neville, 1. markis af Montagu
    - William Neville, 1. jarl af Kent
    - William Herbert, 1. jarl af Pembroke
    - William Hastings, 1. baron Hastings
    - John Howard, 1. hertug af Norfolk

  - Huset Lancaster
    - Margrete af Anjou Henrik 6.'s dronning
    - Margaret Beaufort mor til Henrik 7.
    - Henry Holland, 3. hertug af Exeter
    - Henry Percy, 2. jarl af Northumberland
    - Henry Percy, 3. jarl of Northumberland
    - Richard Neville, 16. jarl af Warwick (Kongemageren), tidligere York støtte og far til Anne Neville
    - Edmund Beaufort, 2. hertug af Somerset
    - Henry Beaufort, 3. hertug af Somerset
    - Edmund Beaufort, 4. hertug af Somerset
    - John Clifford, 9. baron Clifford
    - Jasper Tudor, hertug af Bedford, halvbror til Henrik 6.
    - John de Vere, 13. jarl af Oxford
    - Humphrey Stafford, 1. hertug af Buckingham

### Slægtstræ
De ovenfor nævnte personer med veldefinerede sider er omgivet af rød farve for Lancaster-fraktionen og blå farve for York-fraktionen (Kongemageren og Georg af Clarence skiftede sider, så er de er omgivet af lilla farve)
|                                          |                                          |                                          |                                          |                                          |                                          |  |  |                                |                                |                                |                                |                                |                                |                     |                     |                     |                     |                |                |                                 |                                 |                                 |                                 |                                 |                                 |                    |                    |                    |                    |             |             |                 |                 |                 |                 | Edvard 3.       |                 |       |       |                |                |                |                |                |                |               |               |                 |                 |                 |                 |                 |                 |                |                |                              |                              |                              |                              |                              |                              |                 |                 |                 |                 |              |              |              |              |  |  |                   |                   |                   |                   |                            |                            |                            |                            |                            |                            |           |           |                     |                     |                     |                     |                     |                     |              |              |              |              |                 |                 |                 |                 |                 |                 |                   |                   |                   |                   |                   |                   |               |               |                |                |                |                |                 |                 |                 |                 |                 |                 |                 |                 |                 |                 |  |  |  |  |  |  |  |  |  |  |  |  |  |  |  |  |  |  |  |  |  |  |  |  |  |  |  |  |  |  |  |  |
|                                          |                                          |                                          |                                          |                                          |                                          |  |  |                                |                                |                                |                                |                                |                                |                     |                     |                     |                     |                |                |                                 |                                 |                                 |                                 |                                 |                                 |                    |                    |                    |                    |             |             |                 |                 |                 |                 |                 |                 |       |       |                |                |                |                |                |                |               |               |                 |                 |                 |                 |                 |                 |                |                |                              |                              |                              |                              |                              |                              |                 |                 |                 |                 |              |              |              |              |  |  |                   |                   |                   |                   |                            |                            |                            |                            |                            |                            |           |           |                     |                     |                     |                     |                     |                     |              |              |              |              |                 |                 |                 |                 |                 |                 |                   |                   |                   |                   |                   |                   |               |               |                |                |                |                |                 |                 |                 |                 |                 |                 |                 |                 |                 |                 |  |  |  |  |  |  |  |  |  |  |  |  |  |  |  |  |  |  |  |  |  |  |  |  |  |  |  |  |  |  |  |  |
|                                          |                                          |                                          |                                          |                                          |                                          |  |  |                                |                                |                                |                                |                                |                                |                     |                     |                     |                     |                |                |                                 |                                 |                                 |                                 |                                 |                                 |                    |                    |                    |                    |             |             |                 |                 |                 |                 |                 |                 |       |       |                |                |                |                |                |                |               |               |                 |                 |                 |                 |                 |                 |                |                |                              |                              |                              |                              |                              |                              |                 |                 |                 |                 |              |              |              |              |  |  |                   |                   |                   |                   |                            |                            |                            |                            |                            |                            |           |           |                     |                     |                     |                     |                     |                     |              |              |              |              |                 |                 |                 |                 |                 |                 |                   |                   |                   |                   |                   |                   |               |               |                |                |                |                |                 |                 |                 |                 |                 |                 |                 |                 |                 |                 |  |  |  |  |  |  |  |  |  |  |  |  |  |  |  |  |  |  |  |  |  |  |  |  |  |  |  |  |  |  |  |  |
| Edvard, den sorte prins (førstfødte søn) | Edvard, den sorte prins (førstfødte søn) | Edvard, den sorte prins (førstfødte søn) | Edvard, den sorte prins (førstfødte søn) | Edvard, den sorte prins (førstfødte søn) | Edvard, den sorte prins (førstfødte søn) |  |  | Edmund af Langley (fjerde søn) | Edmund af Langley (fjerde søn) | Edmund af Langley (fjerde søn) | Edmund af Langley (fjerde søn) | Edmund af Langley (fjerde søn) | Edmund af Langley (fjerde søn) |                     |                     |                     |                     |                |                | Lionel af Antwerpen (anden søn) | Lionel af Antwerpen (anden søn) | Lionel af Antwerpen (anden søn) | Lionel af Antwerpen (anden søn) | Lionel af Antwerpen (anden søn) | Lionel af Antwerpen (anden søn) |                    |                    |                    |                    |             |             |                 |                 |                 |                 |                 |                 |       |       |                |                |                |                |                |                |               |               |                 |                 |                 |                 |                 |                 |                |                |                              |                              |                              |                              |                              |                              |                 |                 |                 |                 |              |              |              |              |  |  |                   |                   |                   |                   | Johan af Gent (tredje søn) | Johan af Gent (tredje søn) | Johan af Gent (tredje søn) | Johan af Gent (tredje søn) | Johan af Gent (tredje søn) | Johan af Gent (tredje søn) |           |           |                     |                     |                     |                     |                     |                     |              |              |              |              |                 |                 |                 |                 |                 |                 |                   |                   |                   |                   |                   |                   |               |               |                |                |                |                |                 |                 |                 |                 |                 |                 |                 |                 |                 |                 |  |  |  |  |  |  |  |  |  |  |  |  |  |  |  |  |  |  |  |  |  |  |  |  |  |  |  |  |  |  |  |  |
| Edvard, den sorte prins (førstfødte søn) | Edvard, den sorte prins (førstfødte søn) | Edvard, den sorte prins (førstfødte søn) | Edvard, den sorte prins (førstfødte søn) | Edvard, den sorte prins (førstfødte søn) | Edvard, den sorte prins (førstfødte søn) |  |  | Edmund af Langley (fjerde søn) | Edmund af Langley (fjerde søn) | Edmund af Langley (fjerde søn) | Edmund af Langley (fjerde søn) | Edmund af Langley (fjerde søn) | Edmund af Langley (fjerde søn) |                     |                     |                     |                     |                |                | Lionel af Antwerpen (anden søn) | Lionel af Antwerpen (anden søn) | Lionel af Antwerpen (anden søn) | Lionel af Antwerpen (anden søn) | Lionel af Antwerpen (anden søn) | Lionel af Antwerpen (anden søn) |                    |                    |                    |                    |             |             |                 |                 |                 |                 |                 |                 |       |       |                |                |                |                |                |                |               |               |                 |                 |                 |                 |                 |                 |                |                |                              |                              |                              |                              |                              |                              |                 |                 |                 |                 |              |              |              |              |  |  |                   |                   |                   |                   | Johan af Gent (tredje søn) | Johan af Gent (tredje søn) | Johan af Gent (tredje søn) | Johan af Gent (tredje søn) | Johan af Gent (tredje søn) | Johan af Gent (tredje søn) |           |           |                     |                     |                     |                     |                     |                     |              |              |              |              |                 |                 |                 |                 |                 |                 |                   |                   |                   |                   |                   |                   |               |               |                |                |                |                |                 |                 |                 |                 |                 |                 |                 |                 |                 |                 |  |  |  |  |  |  |  |  |  |  |  |  |  |  |  |  |  |  |  |  |  |  |  |  |  |  |  |  |  |  |  |  |
|                                          |                                          |                                          |                                          |                                          |                                          |  |  |                                |                                |                                |                                |                                |                                |                     |                     |                     |                     |                |                | Filippa Plantagenet             |                                 |                                 |                                 |                                 |                                 |                    |                    |                    |                    |             |             |                 |                 |                 |                 |                 |                 |       |       |                |                |                |                |                |                |               |               |                 |                 |                 |                 |                 |                 |                |                |                              |                              |                              |                              |                              |                              |                 |                 |                 |                 |              |              |              |              |  |  |                   |                   |                   |                   |                            |                            |                            |                            |                            |                            |           |           |                     |                     |                     |                     |                     |                     |              |              |              |              |                 |                 |                 |                 |                 |                 |                   |                   |                   |                   |                   |                   |               |               |                |                |                |                |                 |                 |                 |                 |                 |                 |                 |                 |                 |                 |  |  |  |  |  |  |  |  |  |  |  |  |  |  |  |  |  |  |  |  |  |  |  |  |  |  |  |  |  |  |  |  |
|                                          |                                          |                                          |                                          |                                          |                                          |  |  |                                |                                |                                |                                |                                |                                |                     |                     |                     |                     |                |                |                                 |                                 |                                 |                                 |                                 |                                 |                    |                    |                    |                    |             |             |                 |                 |                 |                 |                 |                 |       |       |                |                |                |                |                |                |               |               |                 |                 |                 |                 |                 |                 |                |                |                              |                              |                              |                              |                              |                              |                 |                 |                 |                 |              |              |              |              |  |  |                   |                   |                   |                   |                            |                            |                            |                            |                            |                            |           |           |                     |                     |                     |                     |                     |                     |              |              |              |              |                 |                 |                 |                 |                 |                 |                   |                   |                   |                   |                   |                   |               |               |                |                |                |                |                 |                 |                 |                 |                 |                 |                 |                 |                 |                 |  |  |  |  |  |  |  |  |  |  |  |  |  |  |  |  |  |  |  |  |  |  |  |  |  |  |  |  |  |  |  |  |
|                                          |                                          |                                          |                                          |                                          |                                          |  |  |                                |                                |                                |                                |                                |                                |                     |                     |                     |                     |                |                |                                 |                                 |                                 |                                 |                                 |                                 |                    |                    |                    |                    |             |             |                 |                 |                 |                 |                 |                 |       |       |                |                |                |                |                |                |               |               |                 |                 |                 |                 |                 |                 |                |                |                              |                              |                              |                              |                              |                              |                 |                 |                 |                 |              |              |              |              |  |  |                   |                   |                   |                   |                            |                            |                            |                            |                            |                            |           |           |                     |                     |                     |                     |                     |                     |              |              |              |              |                 |                 |                 |                 |                 |                 |                   |                   |                   |                   |                   |                   |               |               |                |                |                |                |                 |                 |                 |                 |                 |                 |                 |                 |                 |                 |  |  |  |  |  |  |  |  |  |  |  |  |  |  |  |  |  |  |  |  |  |  |  |  |  |  |  |  |  |  |  |  |
|                                          |                                          |                                          |                                          |                                          |                                          |  |  |                                |                                |                                |                                |                                |                                |                     |                     |                     |                     |                |                |                                 |                                 |                                 |                                 |                                 |                                 |                    |                    |                    |                    |             |             |                 |                 |                 |                 |                 |                 |       |       |                |                |                |                |                |                |               |               |                 |                 |                 |                 |                 |                 |                |                |                              |                              |                              |                              |                              |                              |                 |                 |                 |                 |              |              |              |              |  |  |                   |                   |                   |                   |                            |                            |                            |                            |                            |                            |           |           |                     |                     |                     |                     |                     |                     |              |              |              |              |                 |                 |                 |                 |                 |                 |                   |                   |                   |                   |                   |                   |               |               |                |                |                |                |                 |                 |                 |                 |                 |                 |                 |                 |                 |                 |  |  |  |  |  |  |  |  |  |  |  |  |  |  |  |  |  |  |  |  |  |  |  |  |  |  |  |  |  |  |  |  |
| Richard 2.                               | Richard 2.                               | Richard 2.                               | Richard 2.                               | Richard 2.                               | Richard 2.                               |  |  |                                |                                |                                |                                |                                |                                |                     |                     | Roger Mortimer      | Roger Mortimer      | Roger Mortimer | Roger Mortimer | Roger Mortimer                  | Roger Mortimer                  |                                 |                                 | Elizabeth Mortimer              | Elizabeth Mortimer              | Elizabeth Mortimer | Elizabeth Mortimer | Elizabeth Mortimer | Elizabeth Mortimer |             |             |                 |                 |                 |                 |                 |                 |       |       |                |                |                |                |                |                | Joan Beaufort | Joan Beaufort | Joan Beaufort   | Joan Beaufort   | Joan Beaufort   | Joan Beaufort   |                 |                 |                |                |                              |                              |                              |                              |                              |                              |                 |                 |                 |                 |              |              |              |              |  |  |                   |                   |                   |                   | Henrik 4. Bolingbroke      | Henrik 4. Bolingbroke      | Henrik 4. Bolingbroke      | Henrik 4. Bolingbroke      | Henrik 4. Bolingbroke      | Henrik 4. Bolingbroke      |           |           |                     |                     |                     |                     |                     |                     |              |              |              |              |                 |                 |                 |                 |                 |                 |                   |                   |                   |                   |                   |                   | John Beaufort | John Beaufort | John Beaufort  | John Beaufort  | John Beaufort  | John Beaufort  |                 |                 |                 |                 |                 |                 |                 |                 |                 |                 |  |  |  |  |  |  |  |  |  |  |  |  |  |  |  |  |  |  |  |  |  |  |  |  |  |  |  |  |  |  |  |  |
| Richard 2.                               | Richard 2.                               | Richard 2.                               | Richard 2.                               | Richard 2.                               | Richard 2.                               |  |  |                                |                                |                                |                                |                                |                                |                     |                     | Roger Mortimer      | Roger Mortimer      | Roger Mortimer | Roger Mortimer | Roger Mortimer                  | Roger Mortimer                  |                                 |                                 | Elizabeth Mortimer              | Elizabeth Mortimer              | Elizabeth Mortimer | Elizabeth Mortimer | Elizabeth Mortimer | Elizabeth Mortimer |             |             |                 |                 |                 |                 |                 |                 |       |       |                |                |                |                |                |                | Joan Beaufort | Joan Beaufort | Joan Beaufort   | Joan Beaufort   | Joan Beaufort   | Joan Beaufort   |                 |                 |                |                |                              |                              |                              |                              |                              |                              |                 |                 |                 |                 |              |              |              |              |  |  |                   |                   |                   |                   | Henrik 4. Bolingbroke      | Henrik 4. Bolingbroke      | Henrik 4. Bolingbroke      | Henrik 4. Bolingbroke      | Henrik 4. Bolingbroke      | Henrik 4. Bolingbroke      |           |           |                     |                     |                     |                     |                     |                     |              |              |              |              |                 |                 |                 |                 |                 |                 |                   |                   |                   |                   |                   |                   | John Beaufort | John Beaufort | John Beaufort  | John Beaufort  | John Beaufort  | John Beaufort  |                 |                 |                 |                 |                 |                 |                 |                 |                 |                 |  |  |  |  |  |  |  |  |  |  |  |  |  |  |  |  |  |  |  |  |  |  |  |  |  |  |  |  |  |  |  |  |
|                                          |                                          |                                          |                                          |                                          |                                          |  |  |                                |                                |                                |                                |                                |                                |                     |                     |                     |                     |                |                |                                 |                                 |                                 |                                 |                                 |                                 |                    |                    |                    |                    |             |             |                 |                 |                 |                 |                 |                 |       |       |                |                |                |                |                |                |               |               |                 |                 |                 |                 |                 |                 |                |                |                              |                              |                              |                              |                              |                              |                 |                 |                 |                 |              |              |              |              |  |  |                   |                   |                   |                   |                            |                            |                            |                            |                            |                            |           |           |                     |                     |                     |                     |                     |                     |              |              |              |              |                 |                 |                 |                 |                 |                 |                   |                   |                   |                   |                   |                   |               |               |                |                |                |                |                 |                 |                 |                 |                 |                 |                 |                 |                 |                 |  |  |  |  |  |  |  |  |  |  |  |  |  |  |  |  |  |  |  |  |  |  |  |  |  |  |  |  |  |  |  |  |
|                                          |                                          |                                          |                                          |                                          |                                          |  |  | Richard af Conisburgh          | Richard af Conisburgh          | Richard af Conisburgh          | Richard af Conisburgh          | Richard af Conisburgh          | Richard af Conisburgh          |                     |                     | Anne Mortimer       | Anne Mortimer       | Anne Mortimer  | Anne Mortimer  | Anne Mortimer                   | Anne Mortimer                   |                                 |                                 | Henry Percy                     | Henry Percy                     | Henry Percy        | Henry Percy        | Henry Percy        | Henry Percy        |             |             | Eleanor Neville | Eleanor Neville | Eleanor Neville | Eleanor Neville | Eleanor Neville | Eleanor Neville |       |       |                |                |                |                |                |                |               |               | William Neville | William Neville | William Neville | William Neville | William Neville | William Neville |                |                |                              |                              |                              |                              | Richard Neville              | Richard Neville              | Richard Neville | Richard Neville | Richard Neville | Richard Neville |              |              |              |              |  |  |                   |                   |                   |                   | Henrik 5.                  | Henrik 5.                  | Henrik 5.                  | Henrik 5.                  | Henrik 5.                  | Henrik 5.                  |           |           | Katherine af Valois | Katherine af Valois | Katherine af Valois | Katherine af Valois | Katherine af Valois | Katherine af Valois |              |              | Owen Tudor   | Owen Tudor   | Owen Tudor      | Owen Tudor      | Owen Tudor      | Owen Tudor      |                 |                 | John Beaufort     | John Beaufort     | John Beaufort     | John Beaufort     | John Beaufort     | John Beaufort     |               |               |                |                |                |                | Edmund Beaufort | Edmund Beaufort | Edmund Beaufort | Edmund Beaufort | Edmund Beaufort | Edmund Beaufort |                 |                 |                 |                 |  |  |  |  |  |  |  |  |  |  |  |  |  |  |  |  |  |  |  |  |  |  |  |  |  |  |  |  |  |  |  |  |
|                                          |                                          |                                          |                                          |                                          |                                          |  |  | Richard af Conisburgh          | Richard af Conisburgh          | Richard af Conisburgh          | Richard af Conisburgh          | Richard af Conisburgh          | Richard af Conisburgh          |                     |                     | Anne Mortimer       | Anne Mortimer       | Anne Mortimer  | Anne Mortimer  | Anne Mortimer                   | Anne Mortimer                   |                                 |                                 | Henry Percy                     | Henry Percy                     | Henry Percy        | Henry Percy        | Henry Percy        | Henry Percy        |             |             | Eleanor Neville | Eleanor Neville | Eleanor Neville | Eleanor Neville | Eleanor Neville | Eleanor Neville |       |       |                |                |                |                |                |                |               |               | William Neville | William Neville | William Neville | William Neville | William Neville | William Neville |                |                |                              |                              |                              |                              | Richard Neville              | Richard Neville              | Richard Neville | Richard Neville | Richard Neville | Richard Neville |              |              |              |              |  |  |                   |                   |                   |                   | Henrik 5.                  | Henrik 5.                  | Henrik 5.                  | Henrik 5.                  | Henrik 5.                  | Henrik 5.                  |           |           | Katherine af Valois | Katherine af Valois | Katherine af Valois | Katherine af Valois | Katherine af Valois | Katherine af Valois |              |              | Owen Tudor   | Owen Tudor   | Owen Tudor      | Owen Tudor      | Owen Tudor      | Owen Tudor      |                 |                 | John Beaufort     | John Beaufort     | John Beaufort     | John Beaufort     | John Beaufort     | John Beaufort     |               |               |                |                |                |                | Edmund Beaufort | Edmund Beaufort | Edmund Beaufort | Edmund Beaufort | Edmund Beaufort | Edmund Beaufort |                 |                 |                 |                 |  |  |  |  |  |  |  |  |  |  |  |  |  |  |  |  |  |  |  |  |  |  |  |  |  |  |  |  |  |  |  |  |
|                                          |                                          |                                          |                                          |                                          |                                          |  |  |                                |                                |                                |                                |                                |                                |                     |                     |                     |                     |                |                |                                 |                                 |                                 |                                 |                                 |                                 |                    |                    |                    |                    |             |             |                 |                 |                 |                 |                 |                 |       |       |                |                |                |                |                |                |               |               |                 |                 |                 |                 |                 |                 |                |                |                              |                              |                              |                              |                              |                              |                 |                 |                 |                 |              |              |              |              |  |  |                   |                   |                   |                   |                            |                            |                            |                            |                            |                            |           |           |                     |                     |                     |                     |                     |                     |              |              |              |              |                 |                 |                 |                 |                 |                 |                   |                   |                   |                   |                   |                   |               |               |                |                |                |                |                 |                 |                 |                 |                 |                 |                 |                 |                 |                 |  |  |  |  |  |  |  |  |  |  |  |  |  |  |  |  |  |  |  |  |  |  |  |  |  |  |  |  |  |  |  |  |
|                                          |                                          |                                          |                                          |                                          |                                          |  |  |                                |                                |                                |                                |                                |                                |                     |                     |                     |                     |                |                |                                 |                                 |                                 |                                 |                                 |                                 |                    |                    |                    |                    |             |             |                 |                 |                 |                 |                 |                 |       |       |                |                |                |                |                |                |               |               |                 |                 |                 |                 |                 |                 |                |                |                              |                              |                              |                              |                              |                              |                 |                 |                 |                 |              |              |              |              |  |  |                   |                   |                   |                   |                            |                            |                            |                            |                            |                            |           |           |                     |                     |                     |                     |                     |                     |              |              |              |              |                 |                 |                 |                 |                 |                 |                   |                   |                   |                   |                   |                   |               |               |                |                |                |                |                 |                 |                 |                 |                 |                 |                 |                 |                 |                 |  |  |  |  |  |  |  |  |  |  |  |  |  |  |  |  |  |  |  |  |  |  |  |  |  |  |  |  |  |  |  |  |
|                                          |                                          |                                          |                                          |                                          |                                          |  |  |                                |                                |                                |                                | Richard Plantagenet            | Richard Plantagenet            | Richard Plantagenet | Richard Plantagenet | Richard Plantagenet | Richard Plantagenet |                |                |                                 |                                 |                                 |                                 |                                 |                                 |                    |                    | Henry Percy        | Henry Percy        | Henry Percy | Henry Percy | Henry Percy     | Henry Percy     |                 |                 |                 |                 |       |       | Cecily Neville | Cecily Neville | Cecily Neville | Cecily Neville | Cecily Neville | Cecily Neville |               |               | Thomas Neville  | Thomas Neville  | Thomas Neville  | Thomas Neville  | Thomas Neville  | Thomas Neville  |                |                | Richard Neville Kongemageren | Richard Neville Kongemageren | Richard Neville Kongemageren | Richard Neville Kongemageren | Richard Neville Kongemageren | Richard Neville Kongemageren |                 |                 | John Neville    | John Neville    | John Neville | John Neville | John Neville | John Neville |  |  | Margrete af Anjou | Margrete af Anjou | Margrete af Anjou | Margrete af Anjou | Margrete af Anjou          | Margrete af Anjou          |                            |                            | Henrik 6.                  | Henrik 6.                  | Henrik 6. | Henrik 6. | Henrik 6.           | Henrik 6.           |                     |                     | Edmund Tudor        | Edmund Tudor        | Edmund Tudor | Edmund Tudor | Edmund Tudor | Edmund Tudor |                 |                 |                 |                 |                 |                 | Margaret Beaufort | Margaret Beaufort | Margaret Beaufort | Margaret Beaufort | Margaret Beaufort | Margaret Beaufort |               |               | Henry Beaufort | Henry Beaufort | Henry Beaufort | Henry Beaufort | Henry Beaufort  | Henry Beaufort  |                 |                 | Edmund Beaufort | Edmund Beaufort | Edmund Beaufort | Edmund Beaufort | Edmund Beaufort | Edmund Beaufort |  |  |  |  |  |  |  |  |  |  |  |  |  |  |  |  |  |  |  |  |  |  |  |  |  |  |  |  |  |  |  |  |
|                                          |                                          |                                          |                                          |                                          |                                          |  |  |                                |                                |                                |                                | Richard Plantagenet            | Richard Plantagenet            | Richard Plantagenet | Richard Plantagenet | Richard Plantagenet | Richard Plantagenet |                |                |                                 |                                 |                                 |                                 |                                 |                                 |                    |                    | Henry Percy        | Henry Percy        | Henry Percy | Henry Percy | Henry Percy     | Henry Percy     |                 |                 |                 |                 |       |       | Cecily Neville | Cecily Neville | Cecily Neville | Cecily Neville | Cecily Neville | Cecily Neville |               |               | Thomas Neville  | Thomas Neville  | Thomas Neville  | Thomas Neville  | Thomas Neville  | Thomas Neville  |                |                | Richard Neville Kongemageren | Richard Neville Kongemageren | Richard Neville Kongemageren | Richard Neville Kongemageren | Richard Neville Kongemageren | Richard Neville Kongemageren |                 |                 | John Neville    | John Neville    | John Neville | John Neville | John Neville | John Neville |  |  | Margrete af Anjou | Margrete af Anjou | Margrete af Anjou | Margrete af Anjou | Margrete af Anjou          | Margrete af Anjou          |                            |                            | Henrik 6.                  | Henrik 6.                  | Henrik 6. | Henrik 6. | Henrik 6.           | Henrik 6.           |                     |                     | Edmund Tudor        | Edmund Tudor        | Edmund Tudor | Edmund Tudor | Edmund Tudor | Edmund Tudor |                 |                 |                 |                 |                 |                 | Margaret Beaufort | Margaret Beaufort | Margaret Beaufort | Margaret Beaufort | Margaret Beaufort | Margaret Beaufort |               |               | Henry Beaufort | Henry Beaufort | Henry Beaufort | Henry Beaufort | Henry Beaufort  | Henry Beaufort  |                 |                 | Edmund Beaufort | Edmund Beaufort | Edmund Beaufort | Edmund Beaufort | Edmund Beaufort | Edmund Beaufort |  |  |  |  |  |  |  |  |  |  |  |  |  |  |  |  |  |  |  |  |  |  |  |  |  |  |  |  |  |  |  |  |
|                                          |                                          |                                          |                                          |                                          |                                          |  |  |                                |                                |                                |                                |                                |                                |                     |                     |                     |                     |                |                |                                 |                                 |                                 |                                 |                                 |                                 |                    |                    |                    |                    |             |             |                 |                 |                 |                 |                 |                 |       |       |                |                |                |                |                |                |               |               |                 |                 |                 |                 |                 |                 |                |                |                              |                              |                              |                              |                              |                              |                 |                 |                 |                 |              |              |              |              |  |  |                   |                   |                   |                   |                            |                            |                            |                            |                            |                            |           |           |                     |                     |                     |                     |                     |                     |              |              |              |              |                 |                 |                 |                 |                 |                 |                   |                   |                   |                   |                   |                   |               |               |                |                |                |                |                 |                 |                 |                 |                 |                 |                 |                 |                 |                 |  |  |  |  |  |  |  |  |  |  |  |  |  |  |  |  |  |  |  |  |  |  |  |  |  |  |  |  |  |  |  |  |
|                                          |                                          |                                          |                                          |                                          |                                          |  |  |                                |                                |                                |                                |                                |                                |                     |                     |                     |                     |                |                |                                 |                                 |                                 |                                 |                                 |                                 |                    |                    |                    |                    |             |             |                 |                 |                 |                 |                 |                 |       |       |                |                |                |                |                |                |               |               |                 |                 |                 |                 |                 |                 |                |                |                              |                              |                              |                              |                              |                              |                 |                 |                 |                 |              |              |              |              |  |  |                   |                   |                   |                   |                            |                            |                            |                            |                            |                            |           |           |                     |                     |                     |                     |                     |                     |              |              |              |              |                 |                 |                 |                 |                 |                 |                   |                   |                   |                   |                   |                   |               |               |                |                |                |                |                 |                 |                 |                 |                 |                 |                 |                 |                 |                 |  |  |  |  |  |  |  |  |  |  |  |  |  |  |  |  |  |  |  |  |  |  |  |  |  |  |  |  |  |  |  |  |
|                                          |                                          |                                          |                                          |                                          |                                          |  |  |                                |                                |                                |                                |                                |                                |                     |                     |                     |                     | Edvard 4.      | Edvard 4.      | Edvard 4.                       | Edvard 4.                       | Edvard 4.                       | Edvard 4.                       |                                 |                                 | Richard 3.         | Richard 3.         | Richard 3.         | Richard 3.         | Richard 3.  | Richard 3.  |                 |                 | Georg           | Georg           | Georg           | Georg           | Georg | Georg |                |                |                |                |                |                |               |               |                 |                 |                 |                 | Isabel Neville  | Isabel Neville  | Isabel Neville | Isabel Neville | Isabel Neville               | Isabel Neville               |                              |                              | Anne Neville                 | Anne Neville                 | Anne Neville    | Anne Neville    | Anne Neville    | Anne Neville    |              |              |              |              |  |  |                   |                   |                   |                   | Edvard af Westminster      | Edvard af Westminster      | Edvard af Westminster      | Edvard af Westminster      | Edvard af Westminster      | Edvard af Westminster      |           |           |                     |                     |                     |                     |                     |                     |              |              |              |              |                 |                 |                 |                 |                 |                 |                   |                   |                   |                   |                   |                   |               |               |                |                |                |                |                 |                 |                 |                 |                 |                 |                 |                 |                 |                 |  |  |  |  |  |  |  |  |  |  |  |  |  |  |  |  |  |  |  |  |  |  |  |  |  |  |  |  |  |  |  |  |
|                                          |                                          |                                          |                                          |                                          |                                          |  |  |                                |                                |                                |                                |                                |                                |                     |                     |                     |                     | Edvard 4.      | Edvard 4.      | Edvard 4.                       | Edvard 4.                       | Edvard 4.                       | Edvard 4.                       |                                 |                                 | Richard 3.         | Richard 3.         | Richard 3.         | Richard 3.         | Richard 3.  | Richard 3.  |                 |                 | Georg           | Georg           | Georg           | Georg           | Georg | Georg |                |                |                |                |                |                |               |               |                 |                 |                 |                 | Isabel Neville  | Isabel Neville  | Isabel Neville | Isabel Neville | Isabel Neville               | Isabel Neville               |                              |                              | Anne Neville                 | Anne Neville                 | Anne Neville    | Anne Neville    | Anne Neville    | Anne Neville    |              |              |              |              |  |  |                   |                   |                   |                   | Edvard af Westminster      | Edvard af Westminster      | Edvard af Westminster      | Edvard af Westminster      | Edvard af Westminster      | Edvard af Westminster      |           |           |                     |                     |                     |                     |                     |                     |              |              |              |              |                 |                 |                 |                 |                 |                 |                   |                   |                   |                   |                   |                   |               |               |                |                |                |                |                 |                 |                 |                 |                 |                 |                 |                 |                 |                 |  |  |  |  |  |  |  |  |  |  |  |  |  |  |  |  |  |  |  |  |  |  |  |  |  |  |  |  |  |  |  |  |
|                                          |                                          |                                          |                                          |                                          |                                          |  |  |                                |                                |                                |                                |                                |                                |                     |                     |                     |                     |                |                |                                 |                                 |                                 |                                 |                                 |                                 |                    |                    |                    |                    |             |             |                 |                 |                 |                 |                 |                 |       |       |                |                |                |                |                |                |               |               |                 |                 |                 |                 |                 |                 |                |                |                              |                              |                              |                              |                              |                              |                 |                 |                 |                 |              |              |              |              |  |  |                   |                   |                   |                   |                            |                            |                            |                            |                            |                            |           |           |                     |                     |                     |                     |                     |                     |              |              |              |              |                 |                 |                 |                 |                 |                 |                   |                   |                   |                   |                   |                   |               |               |                |                |                |                |                 |                 |                 |                 |                 |                 |                 |                 |                 |                 |  |  |  |  |  |  |  |  |  |  |  |  |  |  |  |  |  |  |  |  |  |  |  |  |  |  |  |  |  |  |  |  |
|                                          |                                          |                                          |                                          |                                          |                                          |  |  |                                |                                |                                |                                |                                |                                |                     |                     |                     |                     |                |                |                                 |                                 |                                 |                                 |                                 |                                 |                    |                    |                    |                    |             |             |                 |                 |                 |                 |                 |                 |       |       |                |                |                |                |                |                |               |               |                 |                 |                 |                 |                 |                 |                |                |                              |                              |                              |                              |                              |                              |                 |                 |                 |                 |              |              |              |              |  |  |                   |                   |                   |                   |                            |                            |                            |                            |                            |                            |           |           |                     |                     |                     |                     |                     |                     |              |              |              |              |                 |                 |                 |                 |                 |                 |                   |                   |                   |                   |                   |                   |               |               |                |                |                |                |                 |                 |                 |                 |                 |                 |                 |                 |                 |                 |  |  |  |  |  |  |  |  |  |  |  |  |  |  |  |  |  |  |  |  |  |  |  |  |  |  |  |  |  |  |  |  |
|                                          |                                          |                                          |                                          |                                          |                                          |  |  |                                |                                |                                |                                |                                |                                | Edvard 5.           | Edvard 5.           | Edvard 5.           | Edvard 5.           | Edvard 5.      | Edvard 5.      |                                 |                                 | Elizabeth af York               | Elizabeth af York               | Elizabeth af York               | Elizabeth af York               | Elizabeth af York  | Elizabeth af York  |                    |                    |             |             |                 |                 |                 |                 |                 |                 |       |       |                |                |                |                |                |                |               |               |                 |                 |                 |                 |                 |                 |                |                |                              |                              |                              |                              |                              |                              |                 |                 |                 |                 |              |              |              |              |  |  |                   |                   |                   |                   |                            |                            |                            |                            |                            |                            |           |           |                     |                     |                     |                     |                     |                     |              |              |              |              | Henrik 7. Tudor | Henrik 7. Tudor | Henrik 7. Tudor | Henrik 7. Tudor | Henrik 7. Tudor | Henrik 7. Tudor |                   |                   |                   |                   |                   |                   |               |               |                |                |                |                |                 |                 |                 |                 |                 |                 |                 |                 |                 |                 |  |  |  |  |  |  |  |  |  |  |  |  |  |  |  |  |  |  |  |  |  |  |  |  |  |  |  |  |  |  |  |  |
|                                          |                                          |                                          |                                          |                                          |                                          |  |  |                                |                                |                                |                                |                                |                                | Edvard 5.           | Edvard 5.           | Edvard 5.           | Edvard 5.           | Edvard 5.      | Edvard 5.      |                                 |                                 | Elizabeth af York               | Elizabeth af York               | Elizabeth af York               | Elizabeth af York               | Elizabeth af York  | Elizabeth af York  |                    |                    |             |             |                 |                 |                 |                 |                 |                 |       |       |                |                |                |                |                |                |               |               |                 |                 |                 |                 |                 |                 |                |                |                              |                              |                              |                              |                              |                              |                 |                 |                 |                 |              |              |              |              |  |  |                   |                   |                   |                   |                            |                            |                            |                            |                            |                            |           |           |                     |                     |                     |                     |                     |                     |              |              |              |              | Henrik 7. Tudor | Henrik 7. Tudor | Henrik 7. Tudor | Henrik 7. Tudor | Henrik 7. Tudor | Henrik 7. Tudor |                   |                   |                   |                   |                   |                   |               |               |                |                |                |                |                 |                 |                 |                 |                 |                 |                 |                 |                 |                 |  |  |  |  |  |  |  |  |  |  |  |  |  |  |  |  |  |  |  |  |  |  |  |  |  |  |  |  |  |  |  |  |
|                                          |                                          |                                          |                                          |                                          |                                          |  |  |                                |                                |                                |                                |                                |                                |                     |                     |                     |                     |                |                |                                 |                                 |                                 |                                 |                                 |                                 |                    |                    |                    |                    |             |             |                 |                 |                 |                 |                 |                 |       |       |                |                |                |                |                |                |               |               |                 |                 |                 |                 |                 |                 |                |                |                              |                              | Huset Tudor                  |                              |                              |                              |                 |                 |                 |                 |              |              |              |              |  |  |                   |                   |                   |                   |                            |                            |                            |                            |                            |                            |           |           |                     |                     |                     |                     |                     |                     |              |              |              |              |                 |                 |                 |                 |                 |                 |                   |                   |                   |                   |                   |                   |               |               |                |                |                |                |                 |                 |                 |                 |                 |                 |                 |                 |                 |                 |  |  |  |  |  |  |  |  |  |  |  |  |  |  |  |  |  |  |  |  |  |  |  |  |  |  |  |  |  |  |  |  |

Kilder:

### Bibliograf
- Baldwin, David (2002). Elizabeth Woodville. Stroud, Gloucestershire: Sutton Publishing. ISBN 0-7509-2774-7.
- Goodwin, George (2012). Fatal Colours. Phoenix. ISBN 978-0-7538-2817-5.
- Haigh, Philip A. (1995). The Military Campaigns of the Wars of the Roses. ISBN 0-7509-0904-8.
- Jones, Dan (2014). The Wars of The Roses: The Fall of the Plantagenets and the Rise of the Tudors. Viking. ISBN 978-0-6700-2667-8.
- Lander, J.R. (1980). Government and Community: England, 1450–1509. Cambridge: Harvard University Press. ISBN 0-674-35794-9.
- Peverley, Sarah L. (2004). "66:1". Adapting to Readeption in 1470–1471: The Scribe as Editor in a Unique Copy of John Hardyng's Chronicle of England (Garrett MS. 142). The Princeton University Library Chronicle. s. 140-72.
- Goodwin, George (2012). Fatal Colours. London: Phoenix. ISBN 978-0-7538-2817-5.
- Pollard, A.J. (1988). The Wars of the Roses. Basingstoke: Macmillan Education. ISBN 0-333-40603-6.
- Redstone, Vincent B. (1902). "Social Conditions of England during the Wars of the Roses". Royal Historical Society. 16 (1).
- Rowse, A.L. (1966). Bosworth Field & the Wars of the Roses. Wordsworth Military Library. ISBN 1-85326-691-4.
- Royle, Trevor (2009). The Road to Bosworth Field. London: Little, Brown. ISBN 978-0-316-72767-9.
- Sadler, John (2011). Towton: The Battle of Palm Sunday Field 1461. Barnsley: Pen and Sword Military. ISBN 978-1-84415-965-9.
- Seward, Desmond (1995). A Brief History of the Wars of the Roses. London: Constable & Co. ISBN 978-1-84529-006-1.
- Wagner, John A. (2001). Encyclopedia of the Wars of the Roses. ABC-Clio. ISBN 1-85109-358-3.
- Wise, Terence; Embleton, G.A. (1983). The Wars of the Roses. London: Osprey Military. ISBN 0-85045-520-0.